# Асоціація молодих донорів України
Асоціація молодих донорів України (ВМГО «АМДУ») — всеукраїнська молодіжна громадська організація, що займається питаннями донорства крові серед населення України, пропагандою безоплатного донорства крові, залученням громадян, особливо молоді, до здавання крові та її компонентів.
Асоціація молодих
донорів України є єдиною структурою в Україні, яка володіє всеукраїнською автоматизованою базою безоплатних донорів крові.

## Історія
АМДУ була створена у 2006 році, офіційно зареєстрована 12 лютого 2007 року.

Перший логотип Асоціації

З 15 листопада 2007 року в повноцінному режимі почав працювати інформаційний сайт Асоціації молодих донорів України krov.org.ua. На даний момент адреса сайту змінилася на krov.ua
З червня 2011 року в рамках програми пропаганди донорства крові «Здай кров — врятуй життя» Асоціація розпочала впровадження проекту «Інформаційна Служба АМДУ». Даний проект є першим і єдиним такого роду в Україні. За підтримки контакт-центру «Звонковый дом» спочатку у м. Києві була організована робота «Гарячої лінії крові». Станом на 2014 р. АМДУ має власну всеукраїнську гарячу лінію крові — 067 208 03 03.
Зателефонувавши за номерами інформаційної Служби АМДУ, усі охочі можуть отримати кваліфіковану консультацію з питань, які стосуються донорства крові та занести свої дані до бази донорів.
25-27 листопада 2011 року АМДУ провела Перший всеукраїнський форум координаторів волонтерських груп, які розвивають донорський рух в Україні. У форумі взяли участь студенти — активісти, які представляють провідні університети з усіх регіонів України.
З лютого 2013 року АМДУ має осередок у м.Дніпропетровську, заснований на базі вже існуючої групи активістів, а з жовтня і у м. Чернівці та м. Хмельницький, 2014 рік, засновано нові осередки у містах Львів, Івано-Франківськ, Житомир, Вінниця, Черкаси, Запоріжжя, Тернопіль, Кропивницький, Одеса.

## Мета діяльності
Сприяння розвитку донорського руху в Україні, лобіювання інтересів донорів крові, створення умов для ефективної діяльності членів організації щодо пропаганди безоплатного донорства крові та охорони здоров'я громадян України.

## Проекти
На сьогодні АМДУ впроваджує програму пропаганди донорства крові «Здай кров — врятуй життя!» — соціальна програма широкого залучення громадян України до безоплатного донорства крові та її компонентів. Актуальність програми зумовлена дефіцитом донорської крові та її компонентів. В рамках програми особлива увага приділяється потребам онкохворих дітей.
9 жовтня 2013 року розпочав свій розвиток проект «Корпоративний день донора» shareyourtime.org, до реалізації якого було залучено інформаційне агентство ADPRO. Цільовою аудиторією проекту стали організації, бізнес сектор та підприємства України, що з радістю залучають своїх співробітників до донорських днів як на підприємстві, так і день донора на станції переливання крові.
Станом на липень 2014 р. до проекту КОРПОРАТИВНИЙ ДЕНЬ ДОНОРА долучились:
ADPRO, Банк ФІНАНСИ ТА КРЕДИТ, Kühne und Nagel, Оболонь, Готель HYATT, Міжнародна мережа фірм KPMG.
З липня 2014 р. впроваджено спільний проект «СЕРЕДА — ДЕНЬ ДОНОРА В ОХМАТДИТІ» разом з благодійним фондом «Таблеточки».

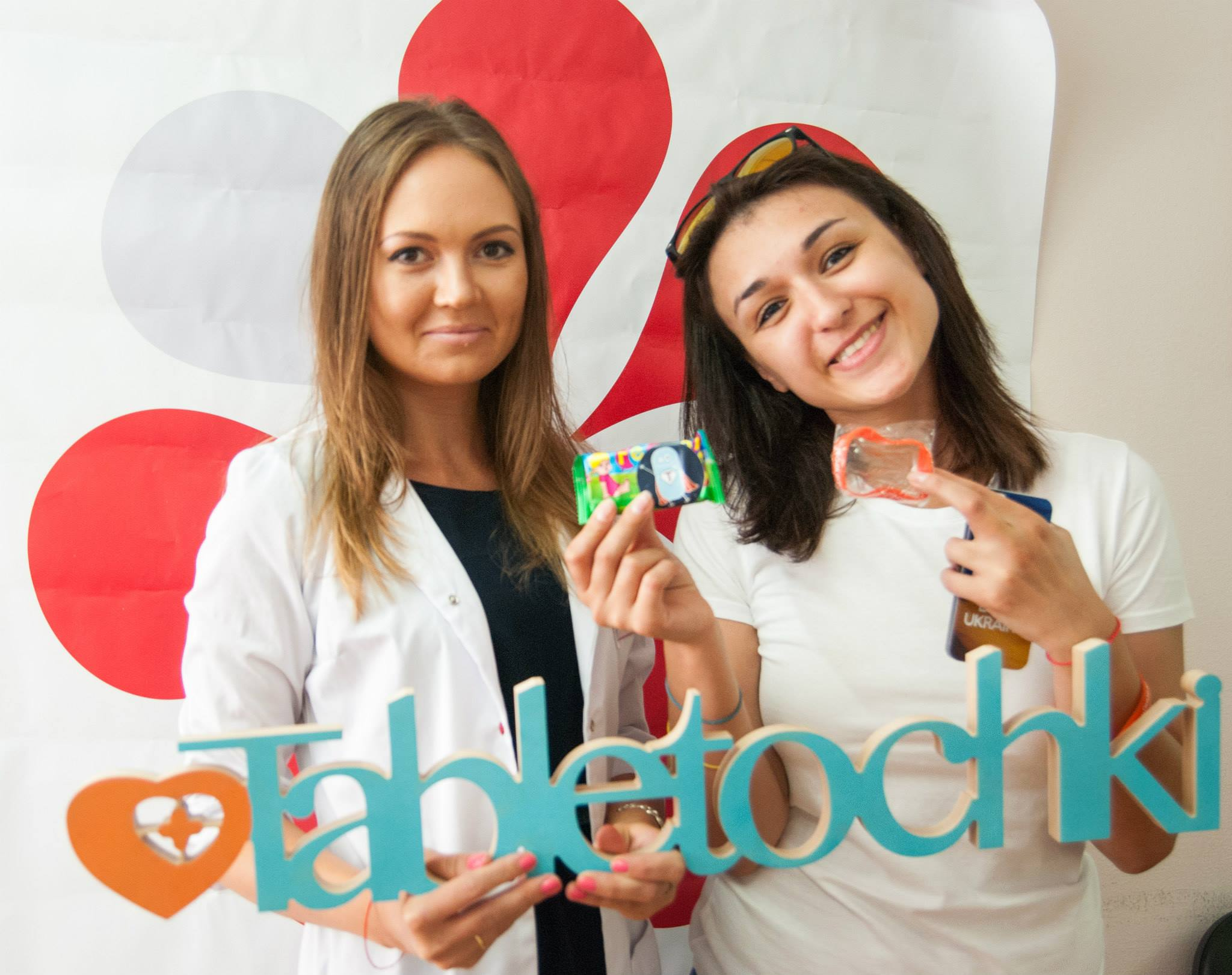
Щотижневий День донора в ОХМАТДИТі разом з БФ "Таблеточки"
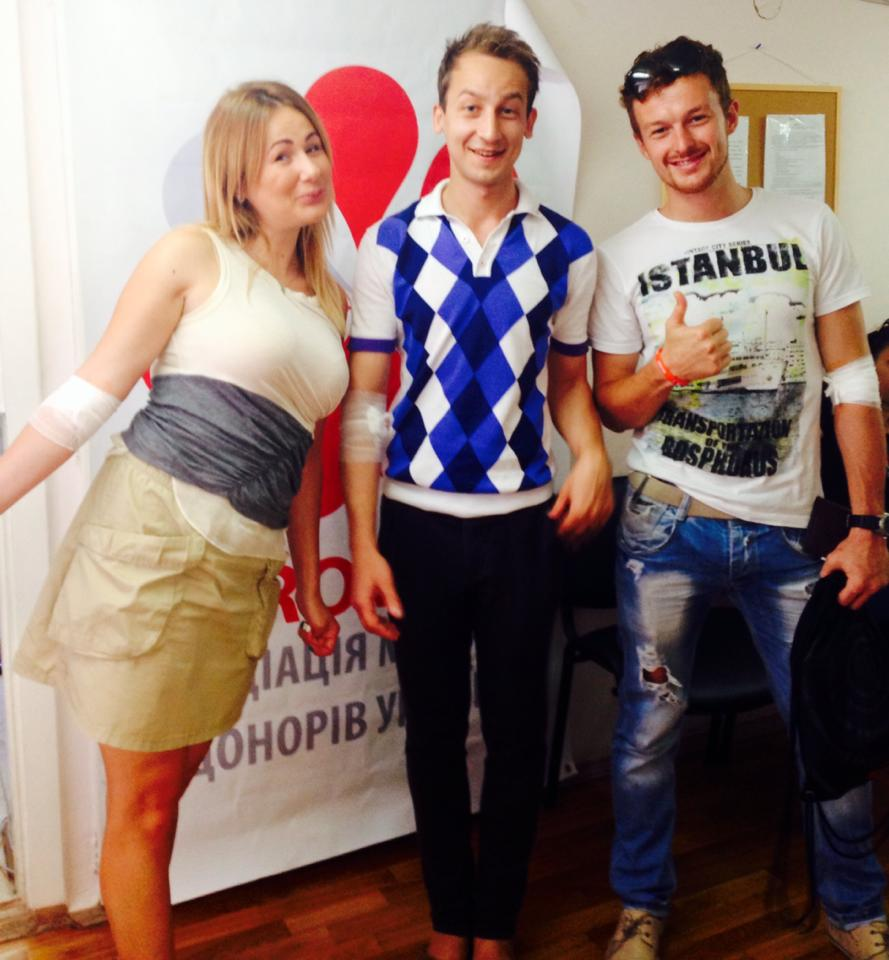
Щотижневий День донора в ОХМАТДИТі разом з БФ "Таблеточки"
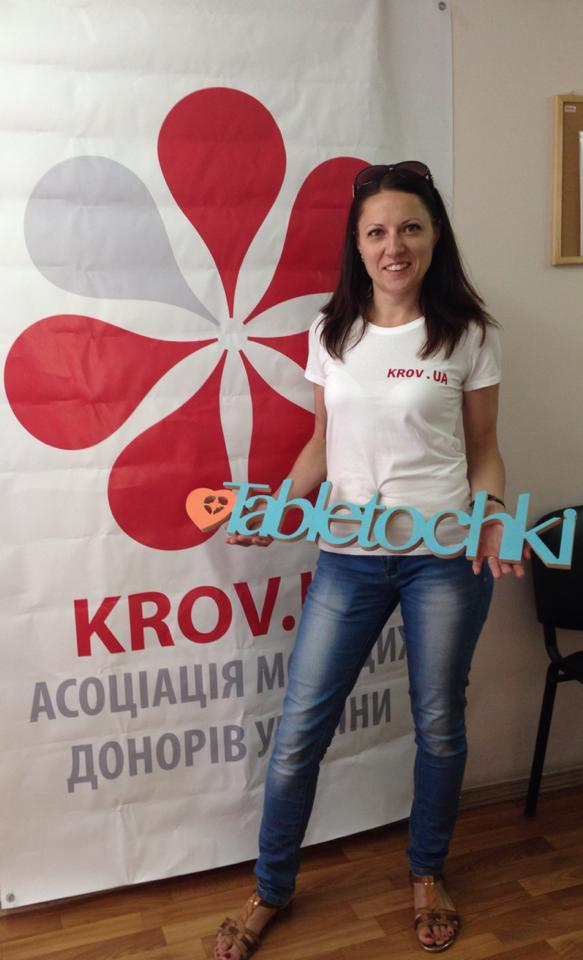
Щотижневий День донора в ОХМАТДИТі разом з БФ "Таблеточки"

Періодично волонтерами Асоціації поводяться акції "Дізнайся свою групу крові": в рамках будь-якого заходу або самостійно облаштвується пункт визначення груп крові у просторі міста. Визначення груп крові проводять безпосередньо співробітники служби крові, а активісти проводять інформаційну роботу та вносять бажаючих до бази донорів. Подібні заходи неодноразово проходили у м.Львів, Івано-Франківськ, Житомир.
АМДУ з метою пропаганди донорського руху у 2014 році провели кілька заходів на національному рівні: до Міжнародного дня студента 17 листопада та до Всесвітнього дна донора 14 червня.

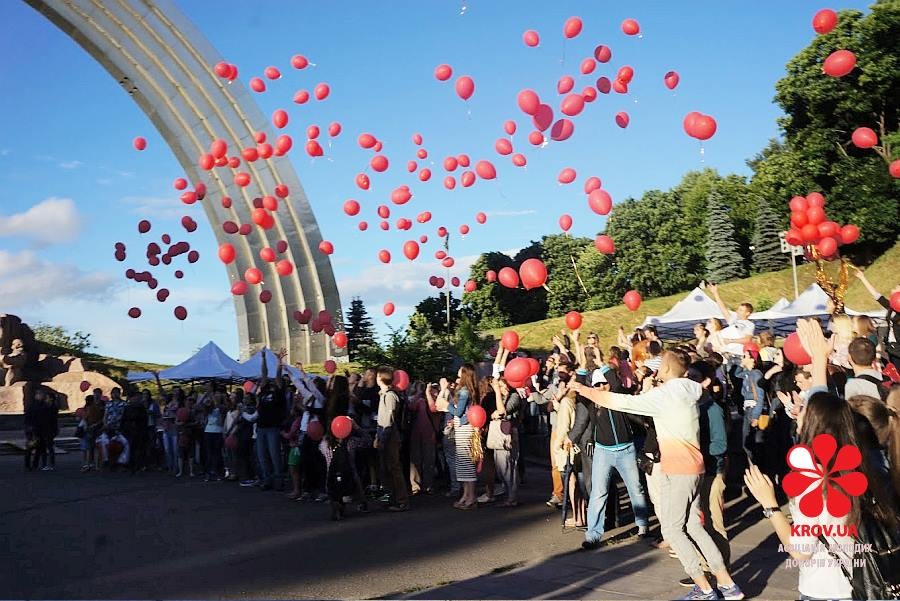
Всесвітній день донора крові у м.Київ, 2014 р.
Благодійний марафон донорства крові у м.Дніпропетровськ
Благодійний марафон донорства крові у м.Дніпропетровськ
Концерт з приводу завершення Благодійного марафону донорства крові у м.Дніпропетровськ

У березні 2015 року АМДУ запустила інтернет-ресурс ДонорUA – один з проектів, який спрямований на координацію донорів, допомогу реципієнтам та пропаганду безоплатного донорства крові в Україні. Перший і вагомий поштовх до реалізації проекту ДонорUA був зроблений під час конференції IDCEE 2014, де відбувся хакатон з розробки соціальних проектів, організований Socialboost. Проект містить прохання про донорів, інформацію щодо пунктів переливання крові по всій країні, протипоказання та іншу необхідну інформацію для донорів, актуальні новини в галузі донорства тощо.

## Діяльність
Активістами Асоціації систематично декілька разів в різних містах України організовуються масові акції, до яких залучаються  люди до масових кроводач та забезпечення потреб онкохворих дітей у крові та компонентах.
За допомогою місцевих та всеукраїнських ЗМУ перманентно ведеться агітаційна робота та інформаційна діяльність, що спрямовані на підвищення рівня інформованості населення щодо проблем донорства крові, питання щодо пільг для донорів, права донорів, а також питання щодо ведення здорового способу життя. 
АМДУ  тісно співпрацює з ВНЗами, долучає студентів до лав донорів, проводить інформаційну роботу на підприємствах, залучає державні та комерційні структури до співпраці.

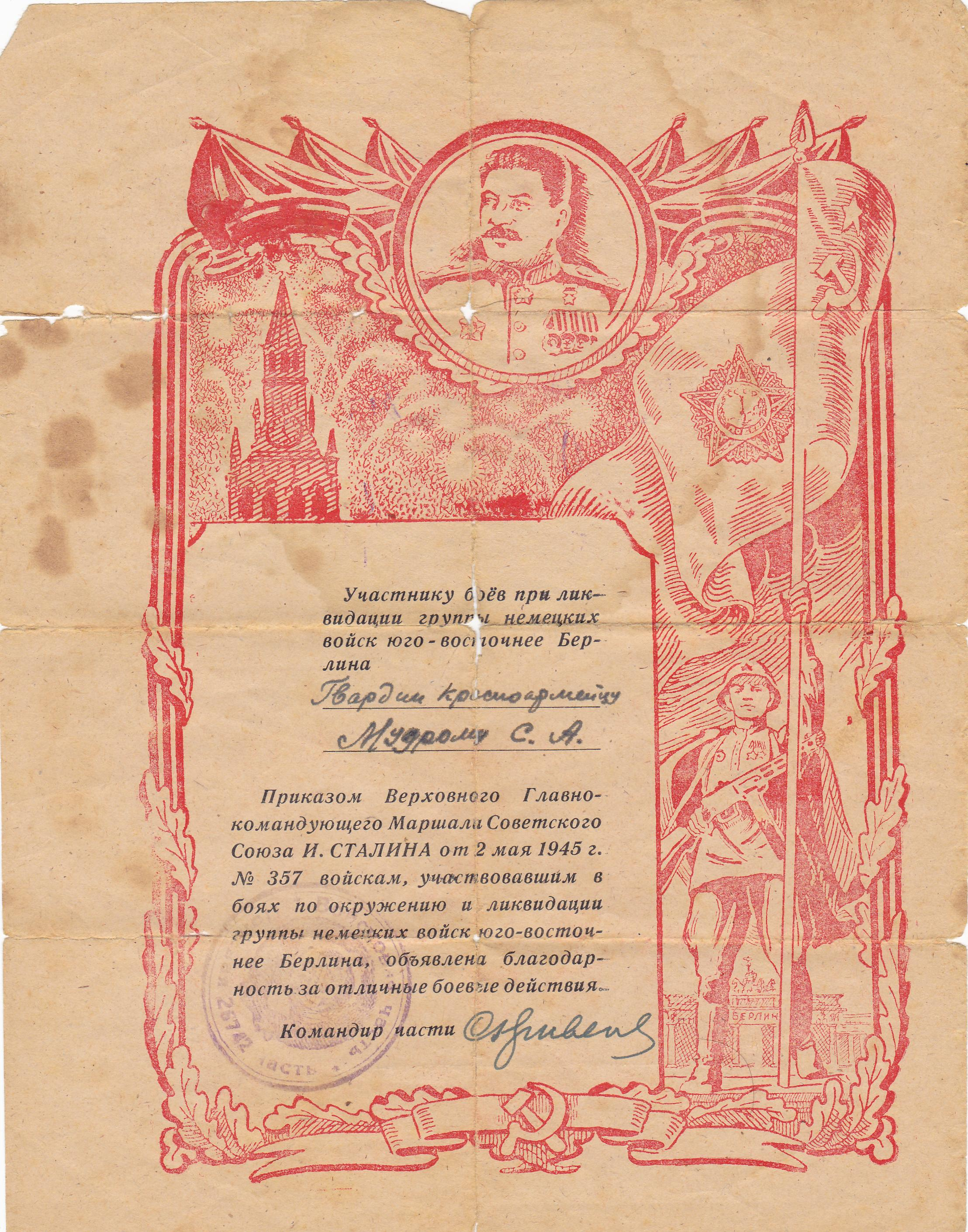
Подяка донору крові

З початком озброєного конфлікту на території України Асоціація активно забезпечує компонентами крові медичні установи, що тримають поранених бійців. Зокрема у м.Дніпропетровську неодноразово відбувалися чисельні акції з забором крові, в яких брали участь сотня людей протягом одного дня. Фактично кожне загострення боєвих дій сричиняло збільшення кількості поранених і вимагало проведеня масових заходів із залученям донорів.
Дуже активно на прохання підтримати постраждалих бійців реагують студенти. В першу чергу, це студенти м. Київа та м.Дніпропетровська, адже  ці міста приймали на себе більшу кількість важких поранених.
Навіть Заслужений донор України Ніколаєв Володимир Костянтинович  долучився до порятунку бійців в здав кров разом зі студентами 18 листопада 2014 р.